# Cytosporové odumírání

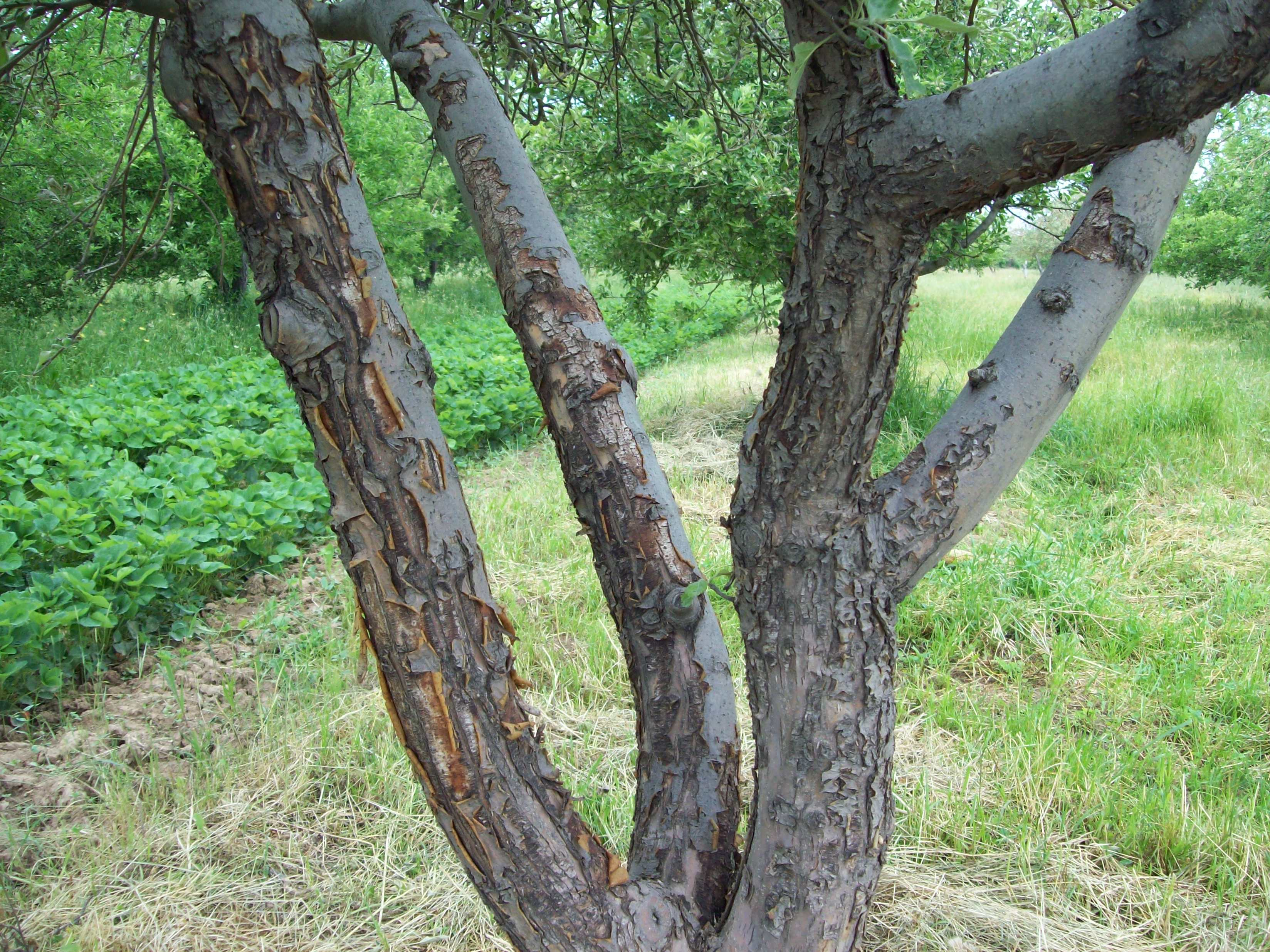
Cytosporové odumírání.

Cytosporové odumírání je houbová choroba dřevin způsobená houbou Valsaria insitiva (synonymum Cytospora cincta, Valsa cincta... ). Houba způsobuje nekrózy pletiv, odumírání větví i usychání celých dřevin. K infekcím dochází především na podzim a časně na jaře. Houba je typický fakultativní parazit, který napadá oslabené a obvykle i neudržované stromy. u okrasných dřevin se vyskytuje v zápoji. Houby z rodu Valsaria způsobují značné škody na peckovinách a u jehličnanů.

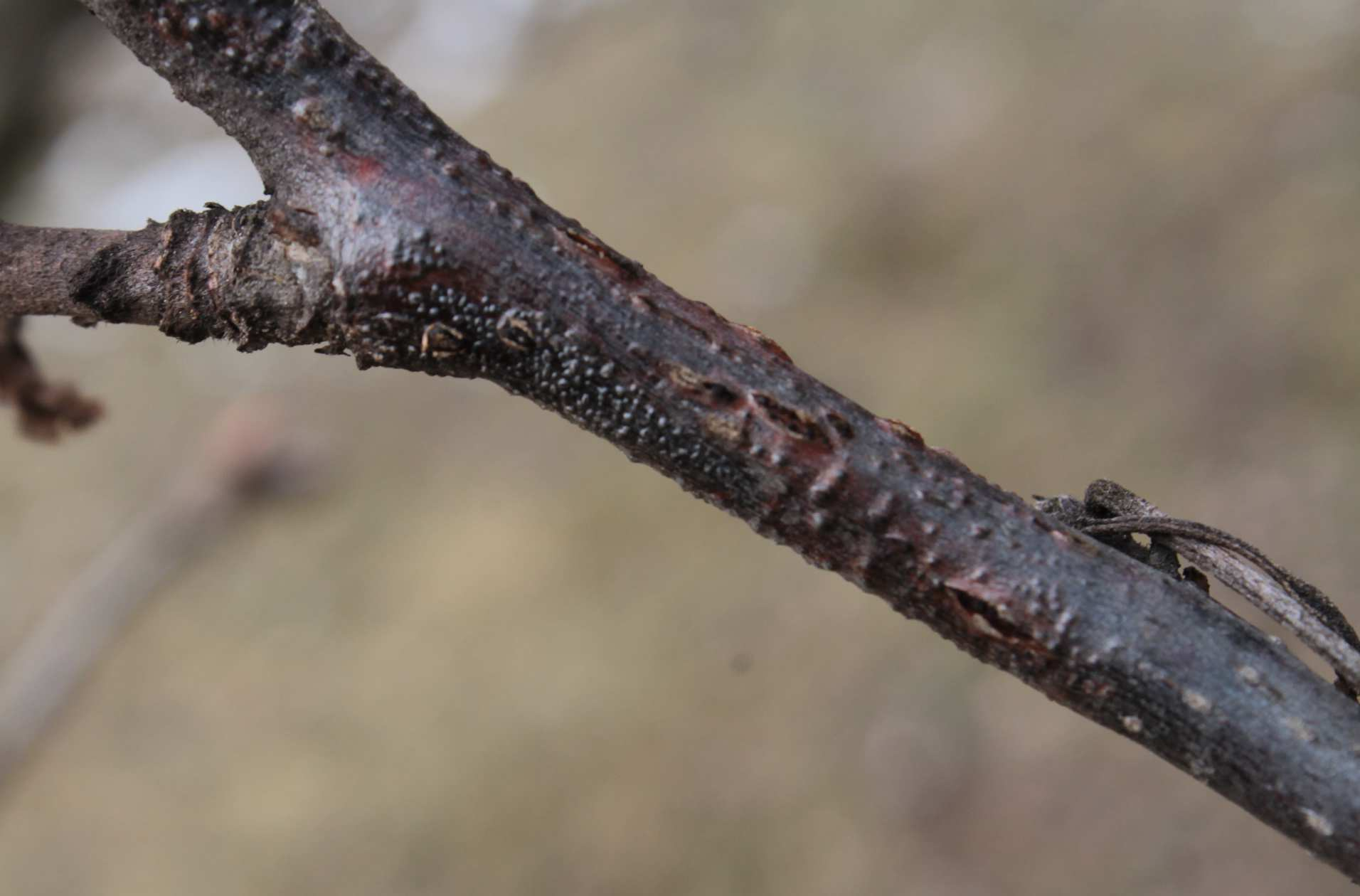
Větévka s plodnicemi.

## Příznaky
Na kmenech a silnějších větvích vznikají ostře ohraničené hnědavé skvrny které nekrotizují a postupně se rozšiřují. V místech napadení lze pozorovat černě zbarvené pyknidy. Při dešti z plodnic vytékají konidie. Šedá stromata s peritecii se tvoří později. 

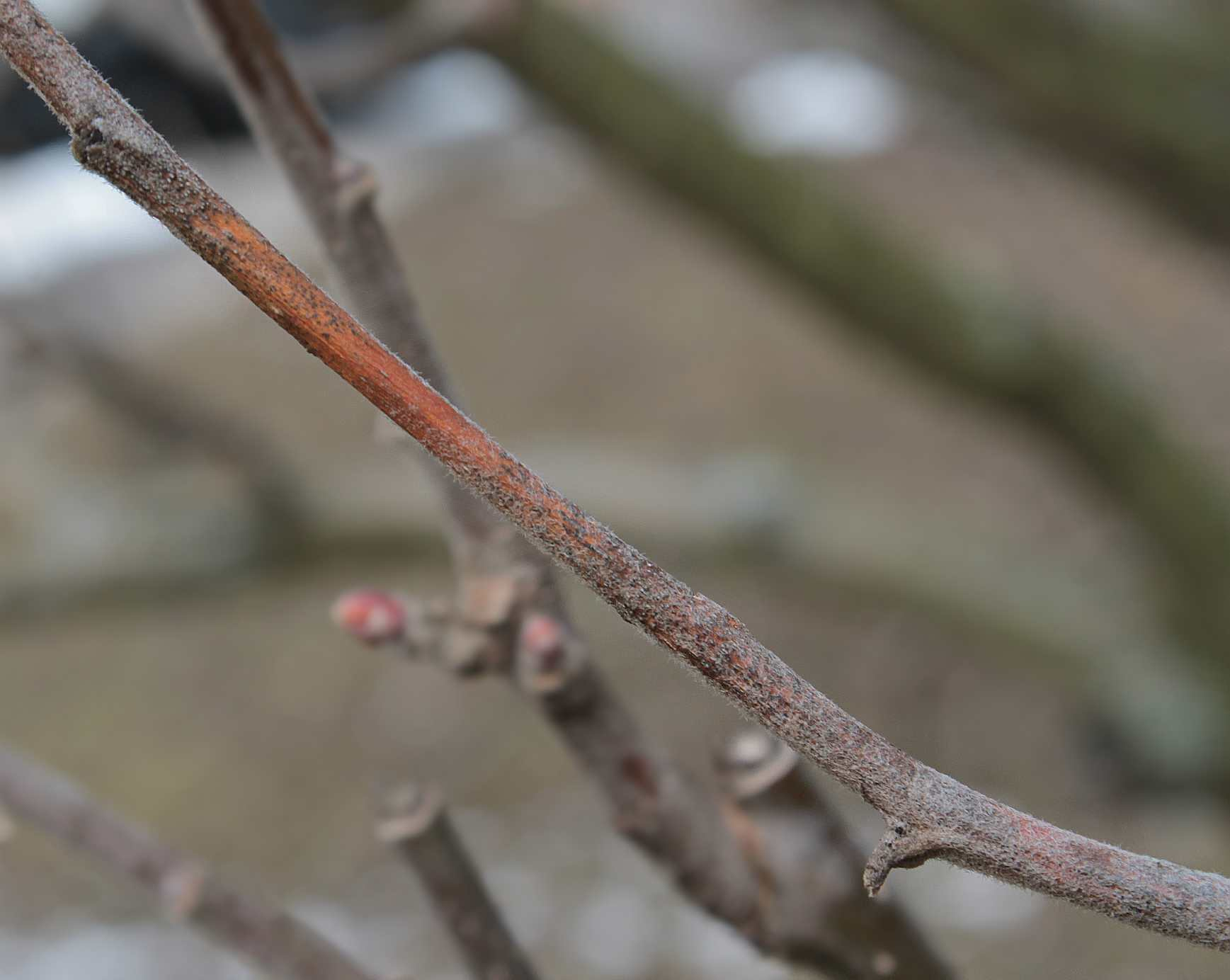
Poškozená větévka.

## Ochrana rostlin

### Prevence
Choroba se projevuje zejména na těžkých půdách a ve vlhkých lokalitách důležitým opatřením je výběr stanoviště. Napadeny bývají především oslabené stromy, takže významnou roli hraje správná výživa a ochrana proti dalším chorobám a škůdcům. K zajištění vzdušnosti výsadby pomůže nejen vhodný spon a způsob pěstování dřevin (agrotechnika, údržba apod.), ale také pravidelný průklest. Silně napadené dřeviny je vhodné odstranit. Důležitá je likvidace dřevní hmoty z okolí rostlin, může být zdrojem infekce.
Je doporučováno neošetřovat rány po řezu barvivy na bázi syntetických nebo latexových preparátů ani jinými látkami, ale nechat hladké a čisté rány nechat přirozeně vysušit vzduchem, právě s ohledem na ohrožení cytosporovým odumíráním. 

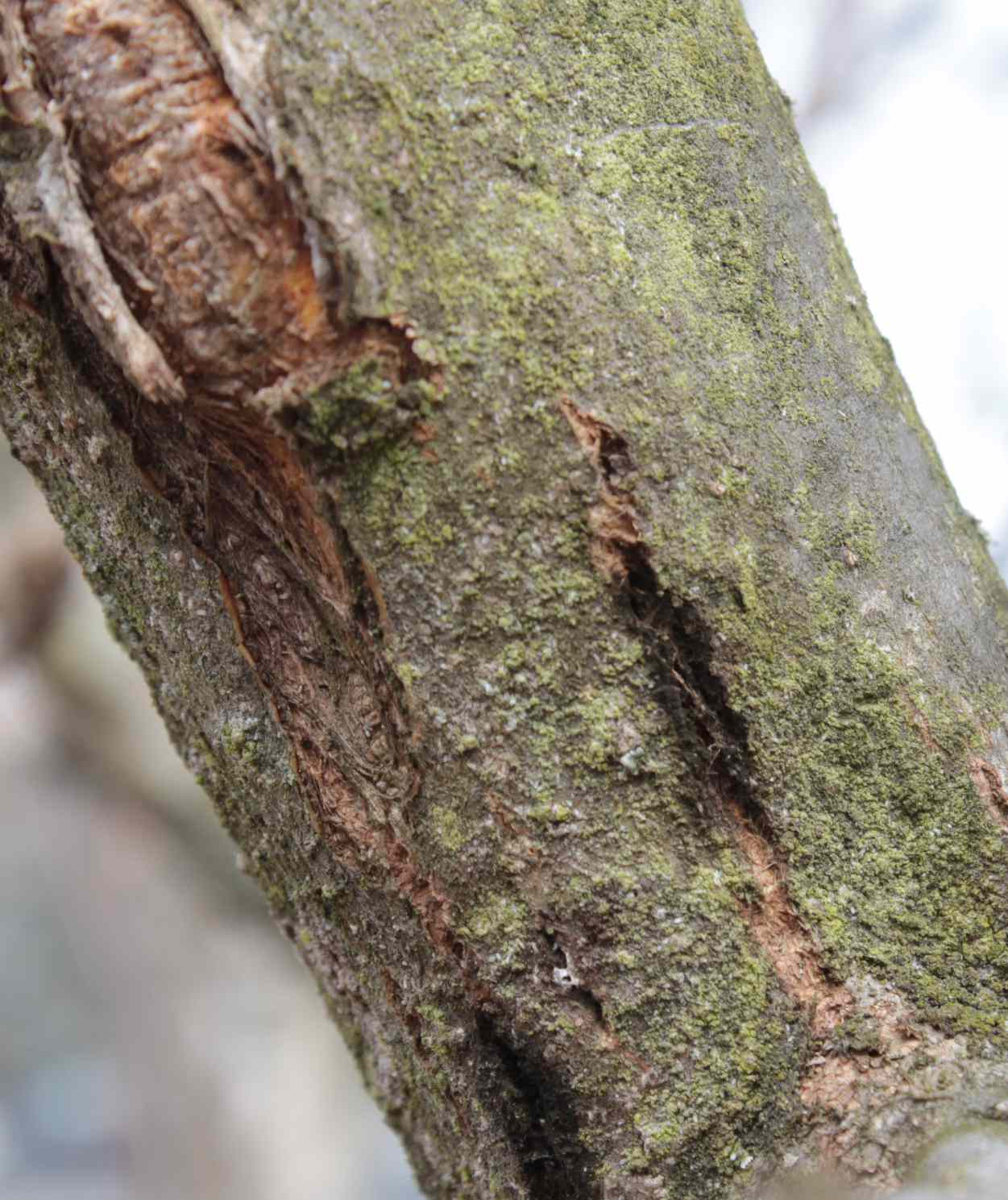
Léze s výtrusy.
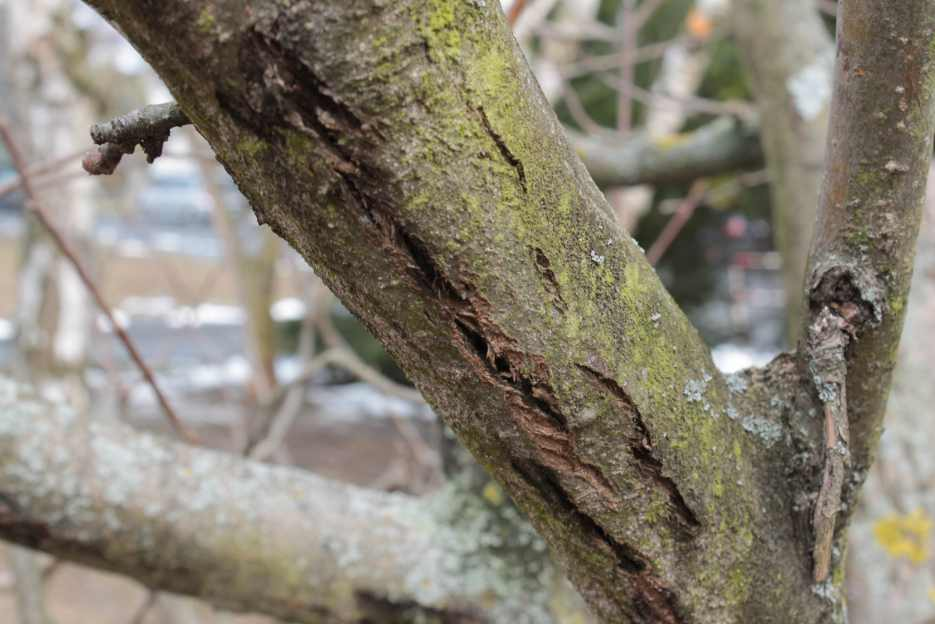
Příznaky na starší borce.

### Ošetření při výskytu
Podzimní a jarní ošetření měďnatými fungicidy snižuje pravděpodobnost výskytu choroby, ale v nevhodných podmínkách u nevhodně zvolených dřevin nepomůže hynoucím dřevinám.